# Amanda Maier
Amanda Maier (Landskrona, 20 februari 1853 – Amsterdam, 15 juli 1894) was een Zweedse violiste en componiste, die door haar huwelijk met Julius Röntgen een deel van haar leven in Nederland doorbracht.

## Achtergrond
Carolina Amanda Erika Maier werd als tweede kind geboren in de hoeve Westerströmska gården in het muzikaal gezin van banketbakker Carl Edvard Maier en Ellse Sjöbeck. Zij verloofde zich in 1876 met Julius Röntgen, zoon van Engelbert Röntgen (1829-1897), een van haar leraren. Uit het huwelijk kwamen twee kinderen voort, Julius jr. (aan wie zijzelf vioolles gaf) en Engelbert jr.. Ze kreeg tussen die twee kinderen minstens drie miskramen. Na de geboorte van die laatste bleef het sukkelen met haar gezondheid. Ze leed aan tuberculose en bracht tijd door in sanatoria in Nice en Davos. Ze stierf in 1894.

## Muziek
Haar vader, zelf actief in de muziek en in het bezit van een conservatoriumdiploma, gaf haar muzieklessen op viool en piano. Op zestienjarige leeftijd ging Maier studeren aan het Conservatorium van Stockholm. Haar hoofdvak was viool, maar ze studeerde ook orgel, piano, cello, compositieleer en harmonie. In 1872 studeerde ze af. Tijdens haar studie kreeg ze ook les in dirigeren en bij haar afstuderen was ze de eerste gediplomeerde vrouwelijke dirigent. Ze begon al direct concerten te geven in Zweden en daarbuiten. Ze studeerde ook verder, compositieleer in Leipzig bij Carl Reinecke en Ernst Richter en viool bij Engelbert Röntgen, de concertmeester van het Gewandhausorchester. In die tijd kwamen ook de eerste composities uit haar pen, bestaande uit een vioolsonate, een pianoconcert en een vioolconcert. Dat laatste concert kreeg in 1875 zijn première met de componiste als soliste. Na de verloving trok het stel naar Zweden, maar na de dood van Engelbert keerde het aankomende echtpaar terug naar Leipzig. Maier speelde daar enige tijd orgel. In 1880 trouwden Amanda en Julius in Landskrona en verhuisden naar Amsterdam. Hoewel de optredens van Amanda na het huwelijk stopten verbleef ze wel in muzikale kringen. Ze maakte kennis met Edvard Grieg, Anton Rubinstein, Joseph Joachim en Johannes Brahms.

## Concerten (selectie)
- 11 juli 1878: Bergen: met zangeres Louise Pyk, pianiste Augusta Kiellander en zanger Wilhelm Lundvik
- 31 maart 1880: Felix Meritis: met zangeres Louise Pyk en Julius Röntgen sr.

## Composities (selectie)
- Aftonklockan (voor zangstem en piano)
- Den sjuka flickans sång (voor zangstem  en piano)
- Sången (voor zangstem en piano)
- Ungt mod (voor zangstem en piano)
- Schwedische Weisen und Tänze für Violine und Clavier (opgedragen aan Frans Coenen), samen met Julius Röntgen gecomponeerd
- Sechs Stücke für Clavier und Violine
- Sonate in b-mineur voor viool en piano; onder meer uitgevoerd op 25 oktober 1897 in Odeon door Alex A. Polak[1](viool) en Ary Belinfante (piano)
- 25 Preludes (voor piano)
- pianokwartet (piano, viool, altviool en cello)
- Wir schicken ihn weg (piano vierhandig, met “ihn” werd Julius Röntgen bedoeld)
- Vioolconcert (1875), waarvan alleen het eerste (Allegro risoluto) van de drie delen is overgeleverd.

- Bibsys: 1542227323407
- CiNii: DA17493820
- Gemeinsame Normdatei: 1019295880
- International Standard Name Identifier: 0000 0000 5335 8867
- KulturNav: 2cdd59ea-16d4-4a7f-a52c-1eb81dcf0f21
- Library of Congress Control Number: nr95035575
- MusicBrainz: 13e8a48e-7784-4035-9b5c-7a60b71ee450
- Nederlandse Thesaurus van Auteursnamen: 06996825X
- LIBRIS: 209806
- Virtual International Authority File: 54041499
- WorldCat: E39PCjD73K37jwgw3wHfWqh6YX